# Port-Mort
Port-Mort est une commune française située dans le département de l'Eure, en région Normandie.
Ses habitants sont appelés les Pormortais.

## Géographie

### Description

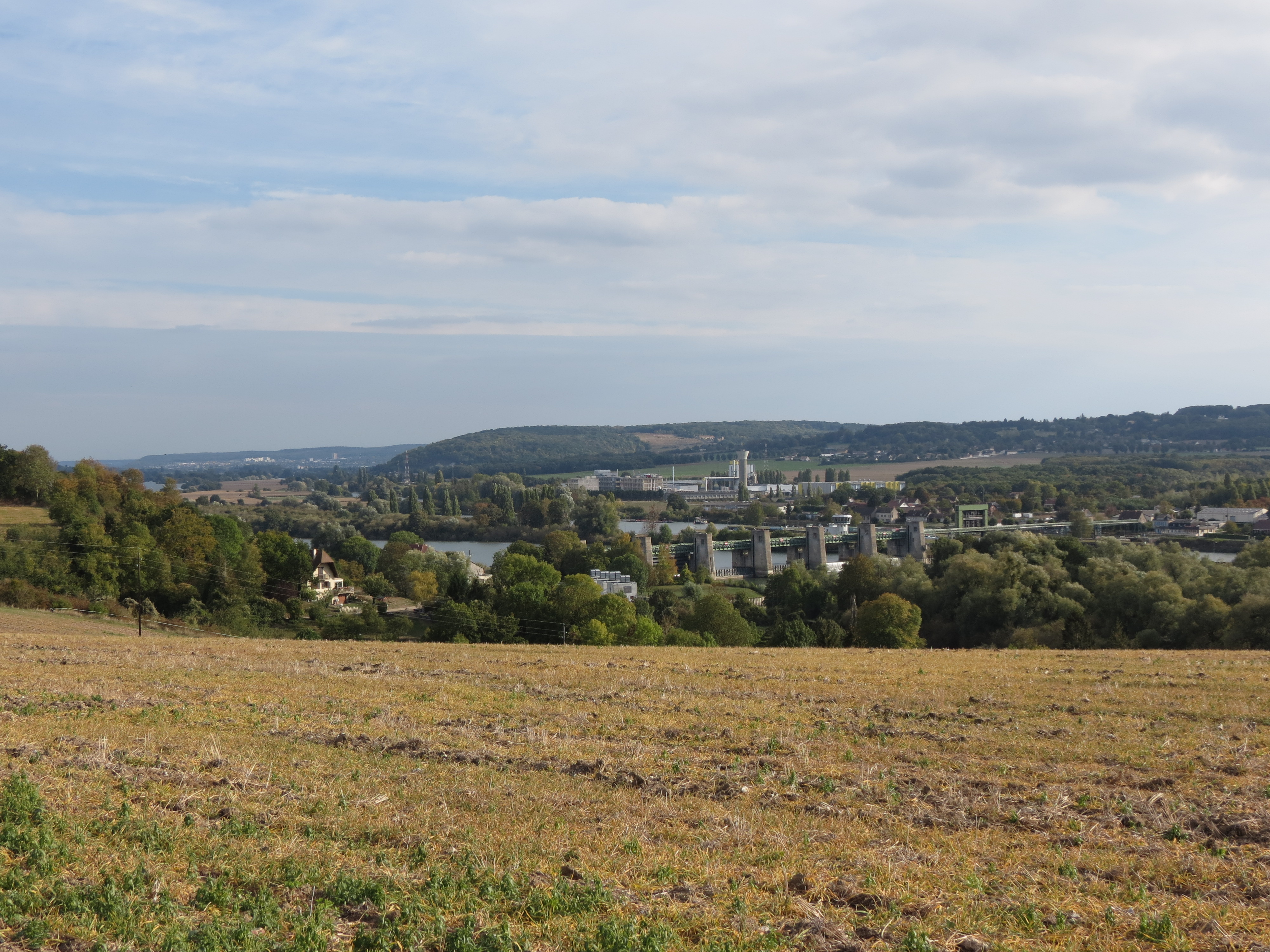
Vue générale vers la Seine et l'écluse.

Port-Mort est située dans la vallée de la Seine.
L'île Besac est partagée entre Port-Mort et Saint-Pierre-la-Garenne.
La commune est desservie par l'ancienne route nationale 313 (actuelle RD 313) sur l'axe Vernon - Les Andelys, tandis que la RD 10  traverse la commune, sur le tronçon commun à la RD 313, entre Courcelles-sur-Seine et Hennezis.
Une liaison piétonnière et cyclable au niveau de l'écluse Notre-Dame-de-la-Garenne a vocation à rouvrir dans le courant de l'année 2017.

### Communes limitrophes
| Courcelles-sur-Seine    | Bouafles  | Hennezis             |
| Gaillon                 | Port-Mort | Notre-Dame-de-l'Isle |
| Saint-Pierre-la-Garenne |           | Notre-Dame-de-l'Isle |

### Hydrographie
La commune est située dans le bassin Seine-Normandie. Elle est drainée par la Seine, qui constitue la limite au sud-ouest du territoire communal, la dérivation de Notre Dame de la Garenne et un autre petit cours d'eau,.
La commune partage avec Saint-Pierre-la-Garenne l'écluse Notre-Dame-de-la-Garenne en bord de Seine. La centrale électrique Hydrowatt, dotée de quatre turbines, produit de l'électricité depuis 1988. Elle alimente entre autres — gratuitement — l'école de Port-Mort.

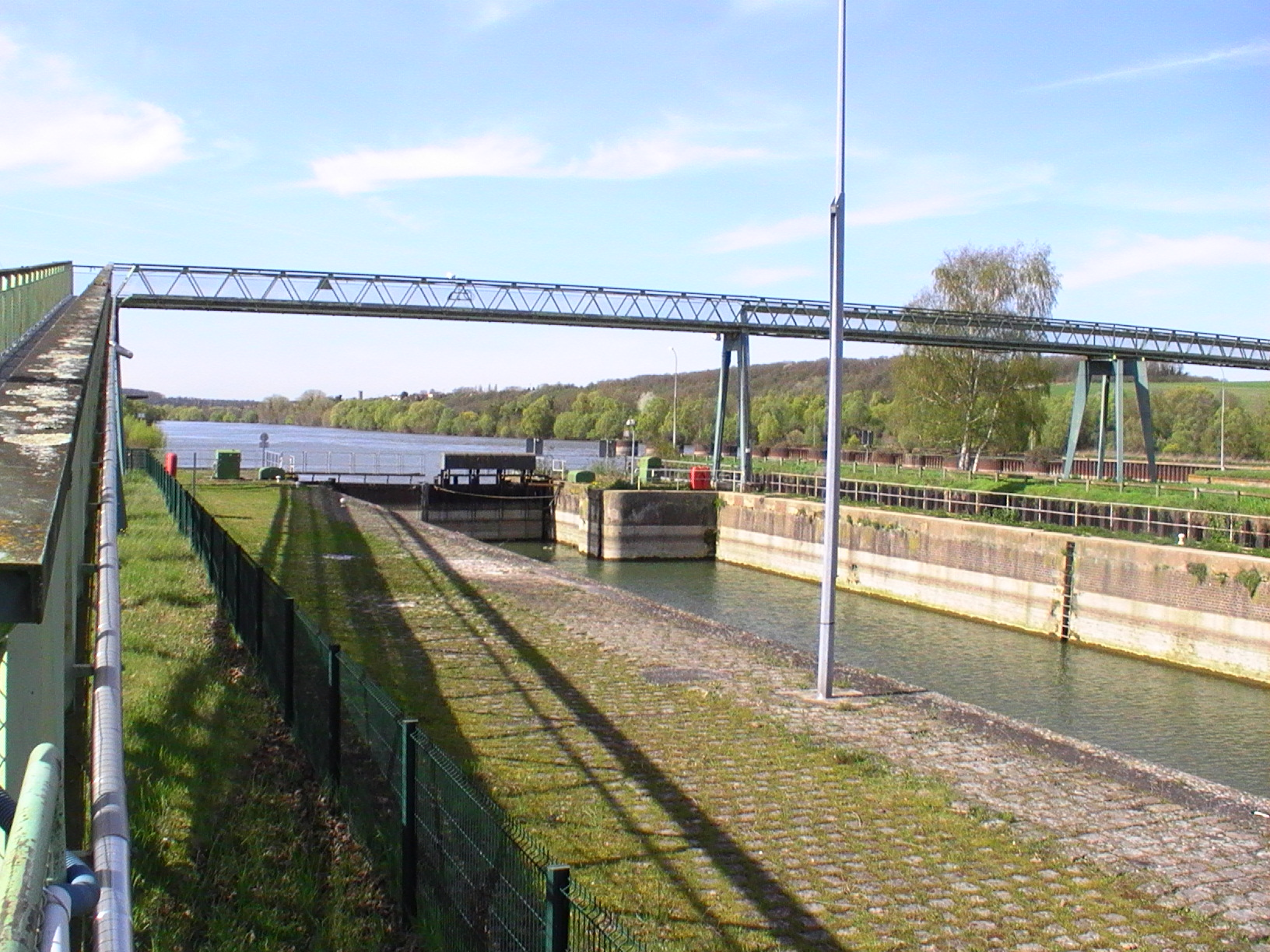
La Seine et  l'écluse.
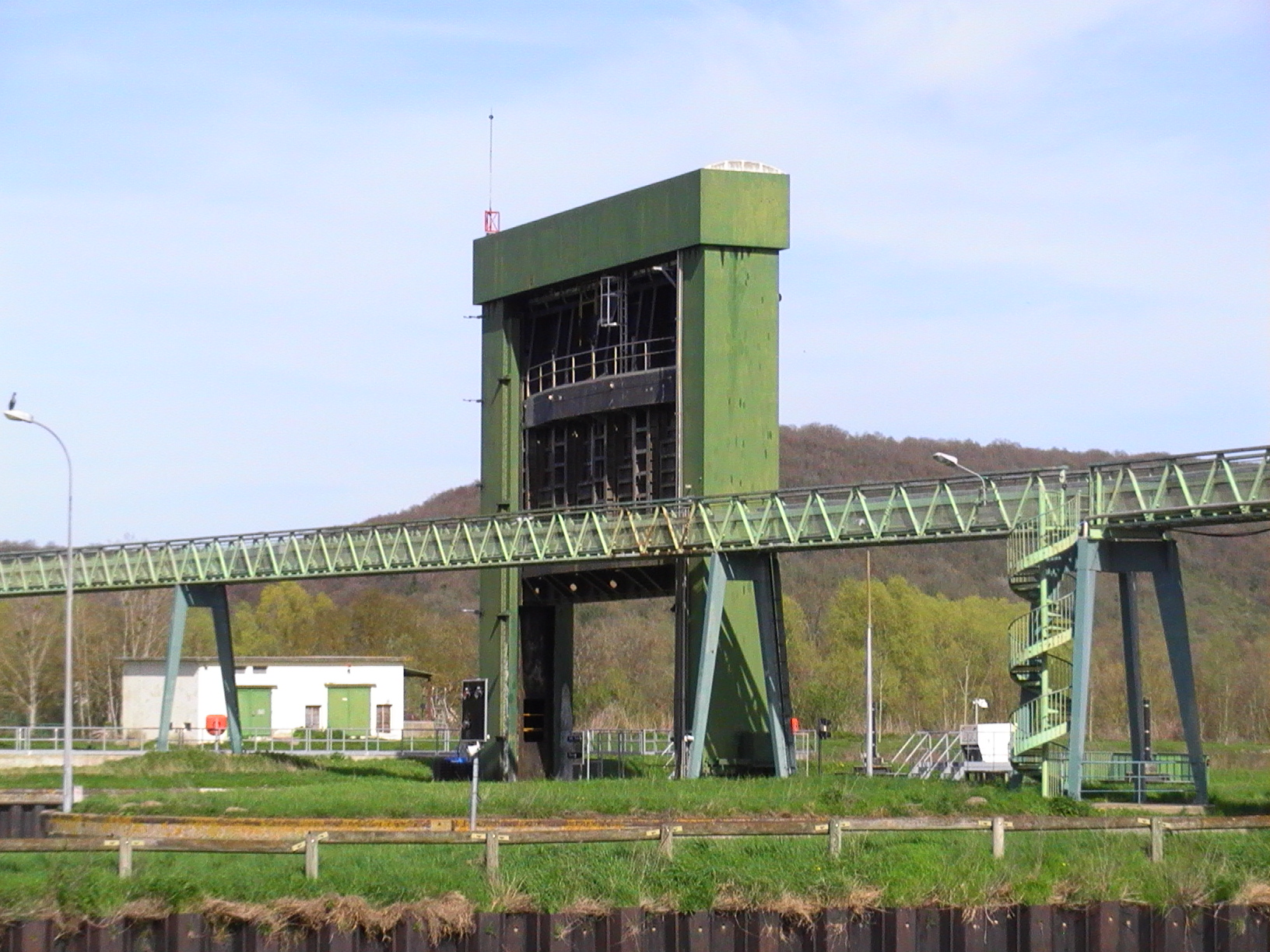
L'une des portes de l'écluse.
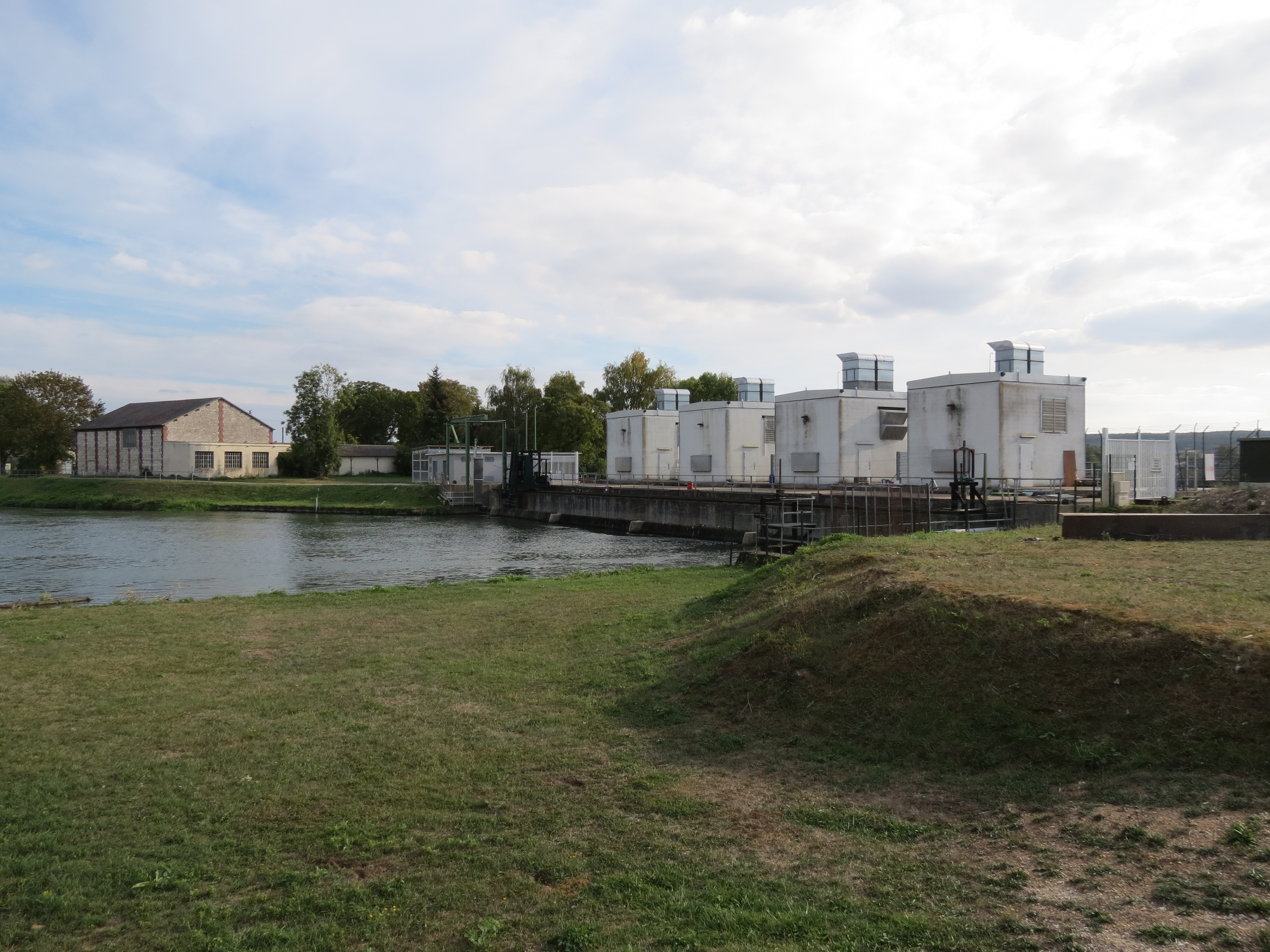
La centrale hydroélectrique.

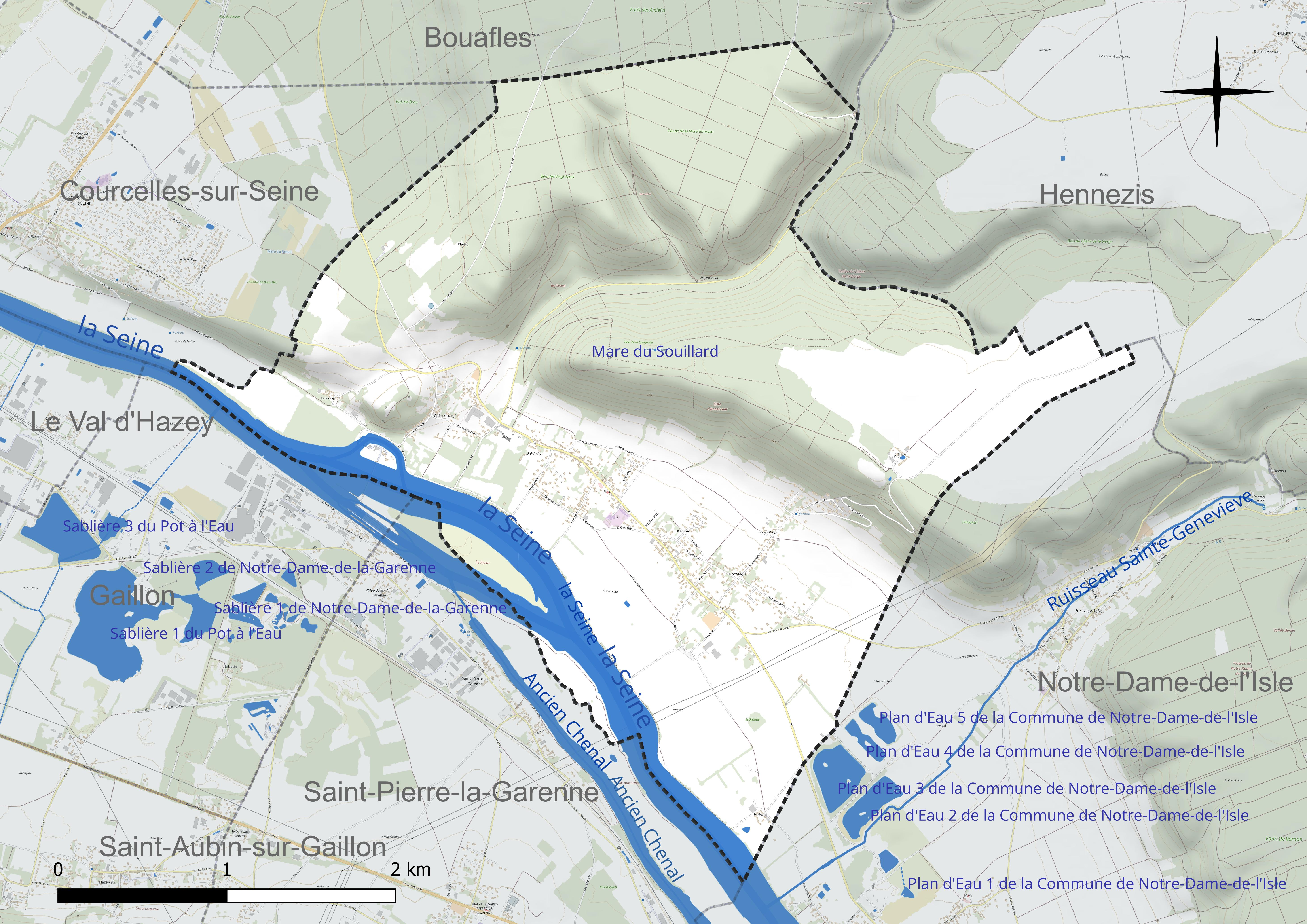
Réseau hydrographique de Port-Mort.

Un plan d'eau complète le réseau hydrographique : la mare du Souillard (0 ha),.

### Climat
Pour des articles plus généraux, voir Climat de la Normandie et Climat de l'Eure.
En 2010, le climat de la commune est de type climat océanique dégradé des plaines du Centre et du Nord, selon une étude du CNRS s'appuyant sur une série de données couvrant la période 1971-2000. En 2020, Météo-France publie une typologie des climats de la France métropolitaine dans laquelle la commune est exposée à un climat océanique et est dans une zone de transition entre les régions climatiques « Sud-ouest du bassin Parisien » et « Côtes de la Manche orientale ». Parallèlement le GIEC normand, un groupe régional d’experts sur le climat, différencie quant à lui, dans une étude de 2020, trois grands types de climats pour la région Normandie, nuancés à une échelle plus fine par les facteurs géographiques locaux. La commune est, selon ce zonage, exposée à un « climat des plateaux abrités », correspondant aux plaines agricoles de l’Eure, avec une pluviométrie beaucoup plus faible que dans la plaine de Caen en raison du double effet d’abri provoqué par les collines du Bocage normand et par celles qui s’étendent sur un axe du Pays d'Auge au Perche.
Pour la période 1971-2000, la température annuelle moyenne est de 10,9 °C, avec  une amplitude thermique annuelle de 14,3 °C. Le cumul annuel moyen de précipitations est de 729 mm, avec 11,7 jours de précipitations en janvier et 7,9 jours en juillet. Pour la période 1991-2020, la température moyenne annuelle observée sur la station météorologique la plus proche, située sur la commune de Muids à 10 km à vol d'oiseau, est de 12,0 °C et le cumul annuel moyen de précipitations est de 609,1 mm,. Pour l'avenir, les paramètres climatiques de la commune estimés pour 2050 selon différents scénarios d’émission de gaz à effet de serre sont consultables sur un site dédié publié par Météo-France en novembre 2022.

## Urbanisme

### Typologie
Au 1er janvier 2024, Port-Mort est catégorisée commune rurale à habitat dispersé, selon la nouvelle grille communale de densité à 7 niveaux définie par l'Insee en 2022.
Elle est située hors unité urbaine. Par ailleurs la commune fait partie de l'aire d'attraction de Paris, dont elle est une commune de la couronne,. 

### Occupation des sols
L'occupation des sols de la commune, telle qu'elle ressort de la base de données européenne d’occupation biophysique des sols Corine Land Cover (CLC), est marquée par l'importance des forêts et milieux semi-naturels (45,4 % en 2018), une proportion identique à celle de 1990 (45,4 %). La répartition détaillée en 2018 est la suivante : 
forêts (43 %), terres arables (28,9 %), zones urbanisées (7,8 %), zones agricoles hétérogènes (7,6 %), eaux continentales (6,7 %), prairies (3,5 %), milieux à végétation arbustive et/ou herbacée (2,5 %). L'évolution de l’occupation des sols de la commune et de ses infrastructures peut être observée sur les différentes représentations cartographiques du territoire : la carte de Cassini (XVIIIe siècle), la carte d'état-major (1820-1866) et les cartes ou photos aériennes de l'IGN pour la période actuelle (1950 à aujourd'hui).

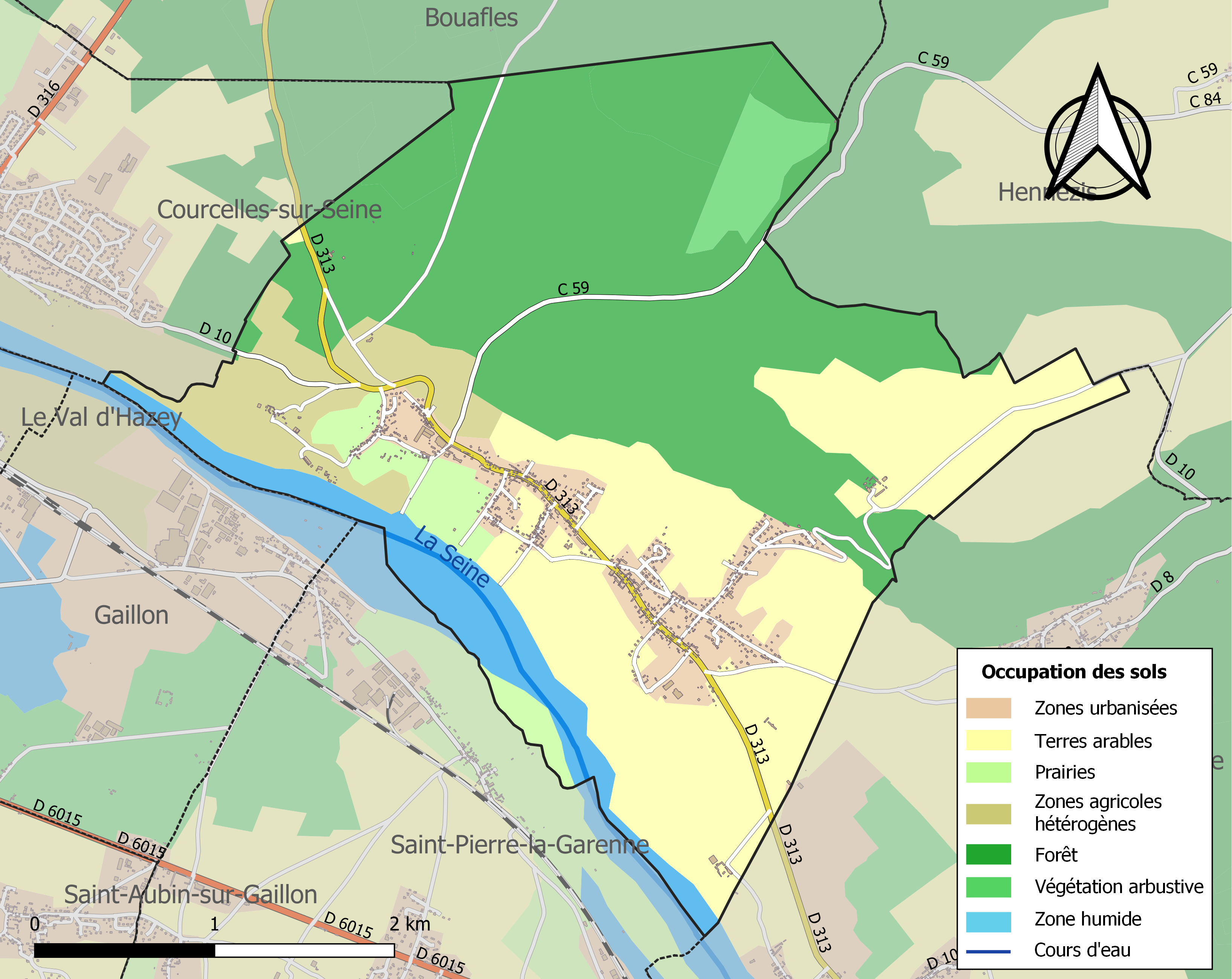
Carte des infrastructures et de l'occupation des sols de la commune en 2018 (CLC).

### Habitat et logement
En 2018, le nombre total de logements dans la commune était de 450, alors qu'il était de 436 en 2013 et de 431 en 2008.
Parmi ces logements, 87,1 % étaient des résidences principales, 8,2 % des résidences secondaires et 4,7 % des logements vacants. Ces logements étaient pour 98,2 % d'entre eux des maisons individuelles et pour 1,8 % des appartements.
Le tableau ci-dessous présente la typologie des logements à Port-Mort en 2018 en comparaison avec celle de l'Eure et de la France entière. Une caractéristique marquante du parc de logements est ainsi une proportion de résidences secondaires et logements occasionnels (8,2 %) supérieure à celle du département (6,3 %) et à celle de la France entière (9,7 %). Concernant le statut d'occupation de ces logements, 91,1 % des habitants de la commune sont propriétaires de leur logement (92 % en 2013), contre 65,3 % pour l'Eure et 57,5 pour la France entière.
| Typologie                                               | Port-Mort | Eure | France entière |
| ------------------------------------------------------- | --------- | ---- | -------------- |
| Résidences principales (en %)                           | 87,1      | 85,4 | 82,1           |
| Résidences secondaires et logements occasionnels (en %) | 8,2       | 6,3  | 9,7            |
| Logements vacants (en %)                                | 4,7       | 8,3  | 8,2            |

## Toponymie
Le nom de la localité est attesté sous les formes Portus Maurus en 690, Port mort vers 1060, Porcus Mortuus (cartulaire de la Trinité-du-Mont) ou Portus Mortuus en 1075; Pormor en 1130 (Vie de St Adjutor) ; Purmor en 1200 (Roger de Hoveden) ; Portmort en 1793; Pormort en 1801.
La première forme ne s'applique peut-être pas à Port-Mort, toujours est-il qu'il s'agit d'une formation toponymique médiévale en Port- (du type de Port-Saint-Ouen, à environ 40 km) désignant un port en Seine, la formule inverse influencée par le germanique ou l'ancien scandinave est représentée par Vatteport (Vatteville, à environ 20 km) également situé en bord de Seine.
L'élément -Mort représente peut-être le nom de personne Maur (latinisé en Maurus dans les textes rédigés en latin médiéval. Voir aussi saint Maur), le dérivé Morin, fréquent comme patronyme, se retrouve dans Port-Morin à Tosny, presque en face. Le même type de formation toponymique basé sur un anthroponyme et l'appellatif port se retrouve dans Vatteport, dont l'élément Vatte- désigne vraisemblablement le même personnage que dans Vatteville situé à côté.
Cependant, il peut aussi s'agir de l'adjectif mort comme l'indiquent des formes anciennes plus régulières et la forme actuelle, dans ce cas, Port-Mort aurait le sens global de « port aux eaux dormantes ».

## Histoire
Le menhir de Port-Mort, mieux connu sous l'appellation « gravier de Gargantua », se trouve sur l'ancienne route nationale 313 (actuelle RD 313) à l'entrée du village sur la gauche en venant de Gaillon ou des Andelys.
Le château de la Roque, hameau de Châteauneuf ou Château-Neuf (dont une tour demeure à titre de vestige) a été érigé par le duc-roi Richard Cœur de Lion, après la perte d'autres châteaux sur la frontières de l'Epte et dans le Vexin normand.
Comme suite immédiate du traité du Goulet, Louis VIII de France (surnommé Le Lion) épouse Blanche de Castille le 23 mai 1200. Son père Philippe Auguste étant frappé d'excommunication, le mariage ne pouvait être célébré en royaume de France.
Le fief au roi de Port-Mort releva de l'abbaye de Mortemer entre 1319 et le XVIIIe siècle.
En 2004, l'ancien presbytère est réaménagé et devient la nouvelle mairie de Port-Mort.

## Politique et administration

### Rattachements administratifs et électoraux

#### Rattachements administratifs
La commune se trouve  dans l'arrondissement des Andelys du département de l'Eure.
Elle faisait partie depuis 1793 du canton des Andelys. Dans le cadre du redécoupage cantonal de 2014 en France, cette circonscription administrative territoriale a disparu, et le canton n'est plus qu'une circonscription électorale.

#### Rattachements électoraux
Pour les élections départementales, la commune fait partie depuis 2014 d'un nouveau  canton des Andelys
Pour l'élection des députés, elle fait partie de la cinquième circonscription de l'Eure.

### Intercommunalité
Port-Mort était membre de la communauté de communes des Andelys et de ses environs, un établissement public de coopération intercommunale (EPCI) à fiscalité propre créé fin 2002  et auquel la commune avait transféré un certain nombre de ses compétences, dans les conditions déterminées par le code général des collectivités territoriales.
Dans le cadre des dispositions de la loi portant nouvelle organisation territoriale de la République du 7 août 2015, qui prévoit que les établissements publics de coopération intercommunale (EPCI) à fiscalité propre doivent avoir un minimum de 15 000 habitants, cette intercommunalité a fusionné avec ses voisines pour former, le 1er janvier 2017, la communauté d'agglomération dénommée Seine Normandie Agglomération dont est désormais membre la commune.

### Liste des maires
| Période                                  | Période                       | Identité                | Étiquette | Qualité                                  |
| ---------------------------------------- | ----------------------------- | ----------------------- | --------- | ---------------------------------------- |
| Les données manquantes sont à compléter. |                               |                         |           |                                          |
| septembre 1974                           | mai 1989                      | Serge Chrétien          |           | Comptable                                |
|                                          |                               | Picard[réf. nécessaire] |           |                                          |
| mai 1995                                 | mars 2014                     | Guillemette Alquier     |           | Présidence[pas clair] CCAE (2003 → 2008) |
| mars 2014                                | janvier 2022                  | Christian Lordi         |           | Démissionnaire                           |
| mars 2022                                | En cours (au 2 décembre 2020) | Gilles Auloy            |           |                                          |

## Démographie
L'évolution du nombre d'habitants est connue à travers les recensements de la population effectués dans la commune depuis 1793. Pour les communes de moins de 10 000 habitants, une enquête de recensement portant sur toute la population est réalisée tous les cinq ans, les populations de référence des années intermédiaires étant quant à elles estimées par interpolation ou extrapolation. Pour la commune, le premier recensement exhaustif entrant dans le cadre du nouveau dispositif a été réalisé en 2006.

En 2022, la commune comptait 891 habitants, en évolution de −4,81 % par rapport à 2016 (Eure : −0,25 %, France hors Mayotte : +2,11 %).
| 1793 | 1800 | 1806 | 1821 | 1831 | 1836 | 1841 | 1846 | 1851 |
| ---- | ---- | ---- | ---- | ---- | ---- | ---- | ---- | ---- |
| 665  | 698  | 669  | 684  | 680  | 661  | 640  | 614  | 587  |

| 1856 | 1861 | 1866 | 1872 | 1876 | 1881 | 1886 | 1891 | 1896 |
| ---- | ---- | ---- | ---- | ---- | ---- | ---- | ---- | ---- |
| 542  | 488  | 484  | 450  | 450  | 538  | 480  | 443  | 440  |

| 1901 | 1906 | 1911 | 1921 | 1926 | 1931 | 1936 | 1946 | 1954 |
| ---- | ---- | ---- | ---- | ---- | ---- | ---- | ---- | ---- |
| 433  | 414  | 412  | 383  | 357  | 352  | 323  | 383  | 425  |

| 1962 | 1968 | 1975 | 1982 | 1990 | 1999 | 2006  | 2011 | 2016 |
| ---- | ---- | ---- | ---- | ---- | ---- | ----- | ---- | ---- |
| 441  | 431  | 563  | 672  | 839  | 820  | 1 008 | 951  | 936  |

| 2021 | 2022 | - | - | - | - | - | - | - |
| ---- | ---- | - | - | - | - | - | - | - |
| 897  | 891  | - | - | - | - | - | - | - |

## Culture locale et patrimoine

### Lieux et monuments

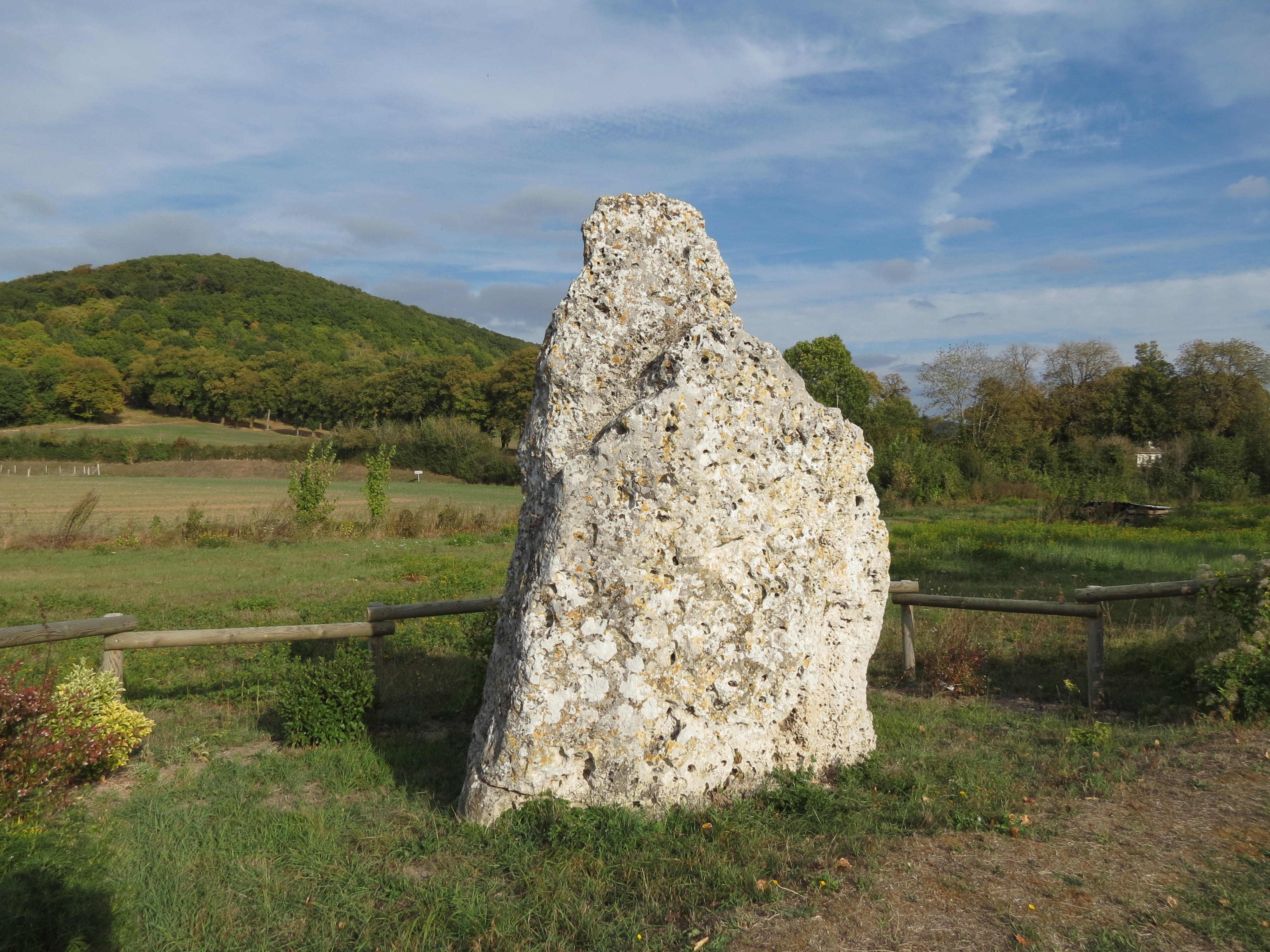
Le menhir dit Gravier de Gargantua.

- Le menhir de Port-Mort, dit « gravier de Gargantua », classé au titre des monuments historiques par arrêté du 10 janvier 1923[34]. Il se trouve sur la D 313 à l'entrée ouest du village, sur la gauche en venant de Gaillon ou des Andelys.
- La butte de Château-Neuf. Elle domine par un abrupt de 40 mètres la Seine, dont un des bras, jusqu'à une époque récente, en bordait quasiment le pied. L'ouvrage fortifié[35], dont il reste les soubassements du donjon, est construit en 1198 pour Richard Cœur de Lion. C'est en l'église Saint-Martin de Château-Neuf[36], aujourd'hui détruite, qu'est célébré le mariage entre le prince Louis et Blanche de Castille, le 23 mai 1200[37].
- Le tombeau de saint Ethbin[38], de la fin du XIXe siècle, à proximité de la rive droite de la Seine, érigé à l'emplacement d'un ancien dolmen.
- La proximité de l'architecte Jean-Jacques Lequeu (1757-1826) et de Marie-Alexandre-Gabriel Jubert, comte de Bouville (1756-1793)  vaut le dessin  d'un Temple du Silence[39] réalisé par ce premier en 1788. Sa mention surprenante figure à l'inventaire général du patrimoine culturel[40],[41].
- Le château de Port-Mort des XVIIe et XVIIIe siècles[42], ayant appartenu à la famille Jubert de Bouville.

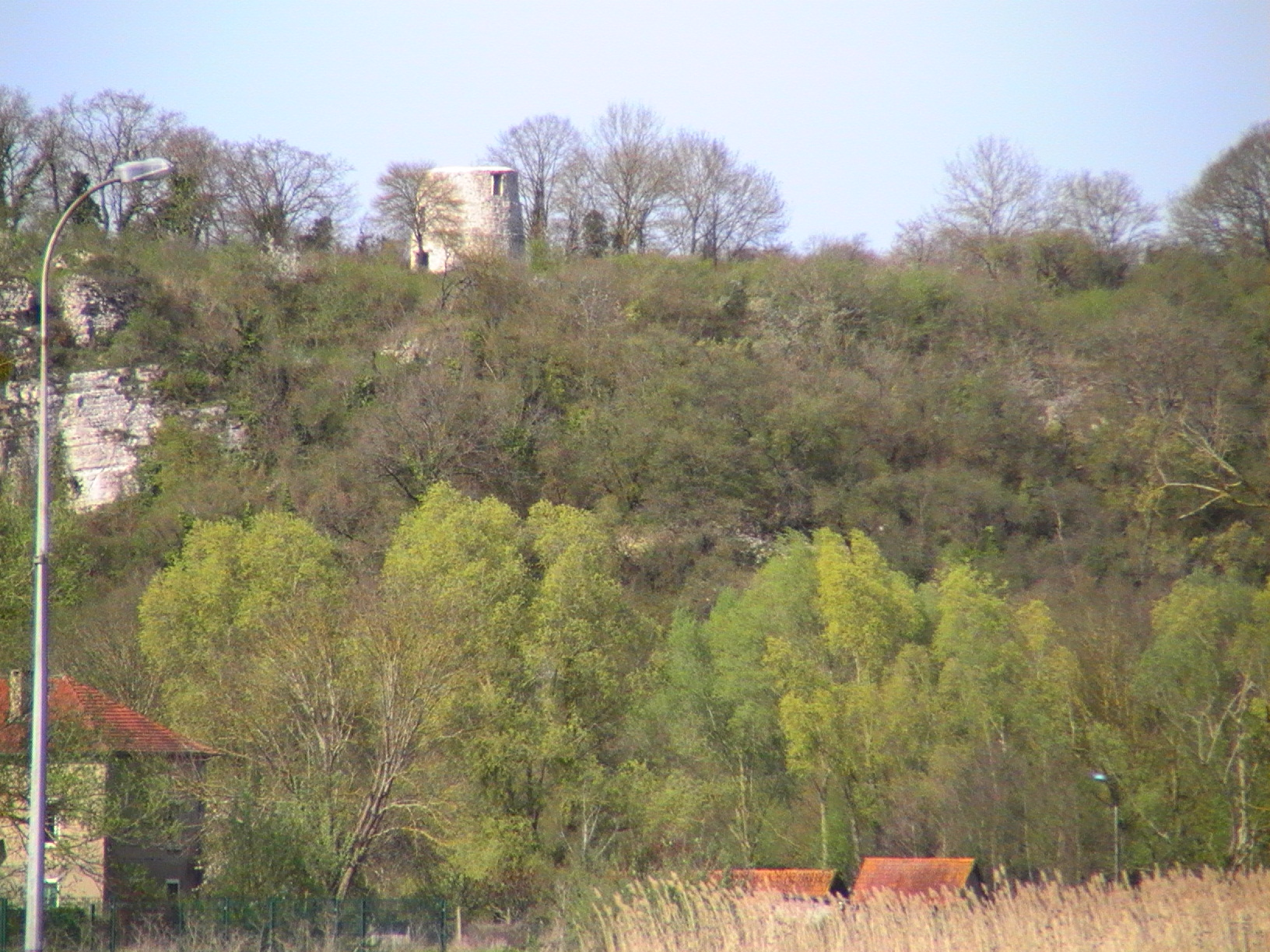
Le château neuf, vestige du XIIe siècle.
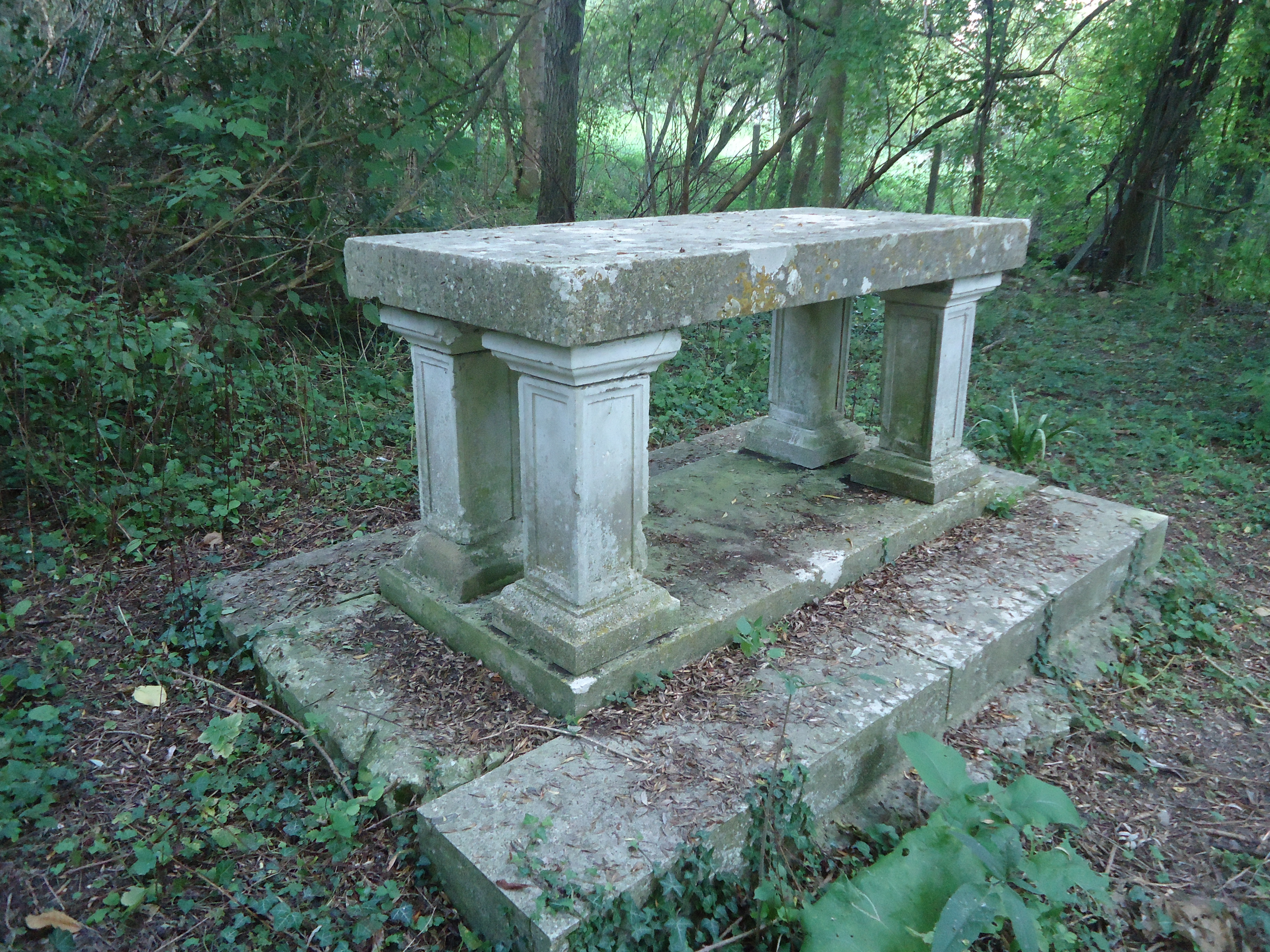
Le tombeau de saint Ethbin.
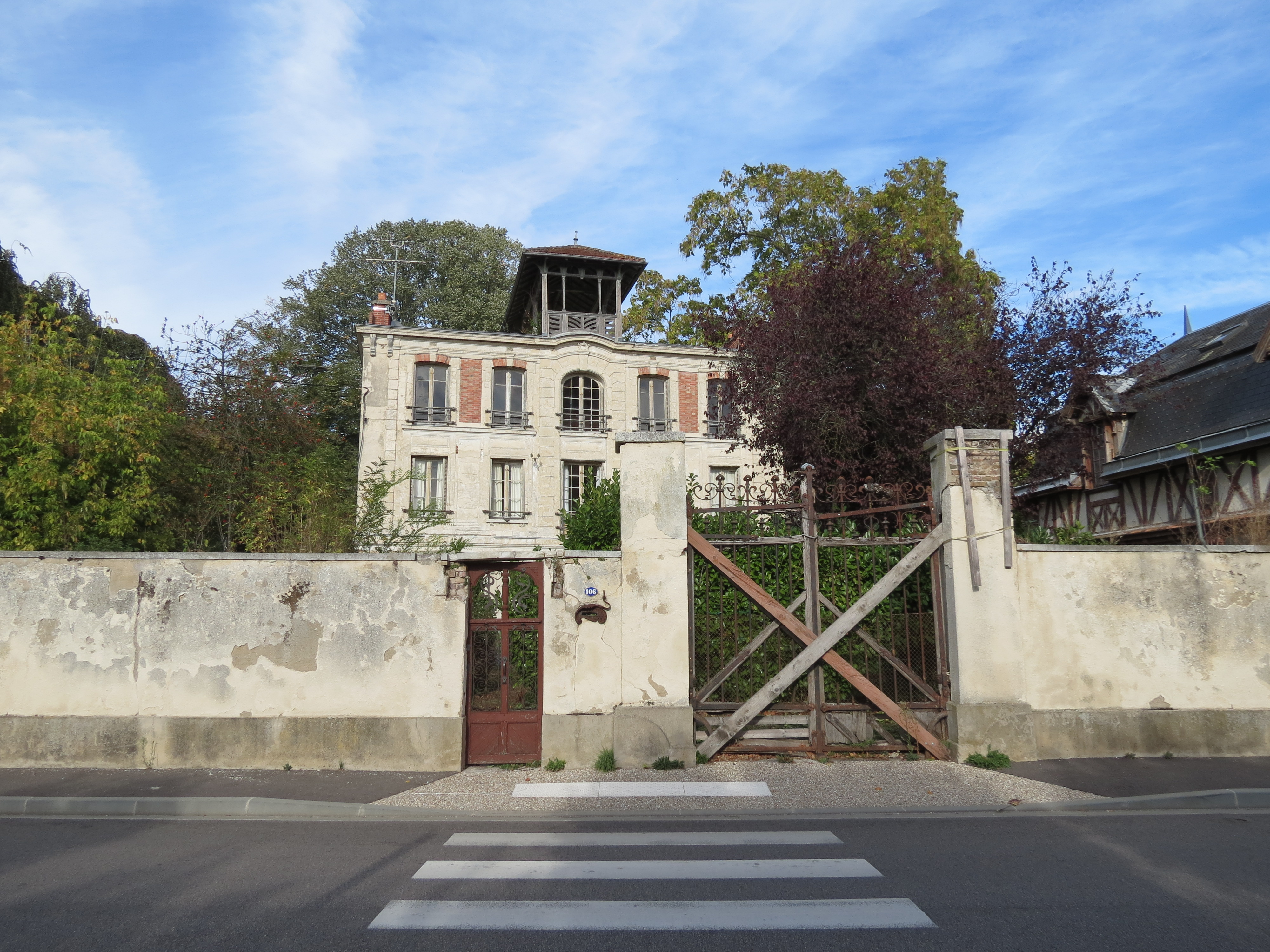
Villa florentine due à Alfred Schmid.
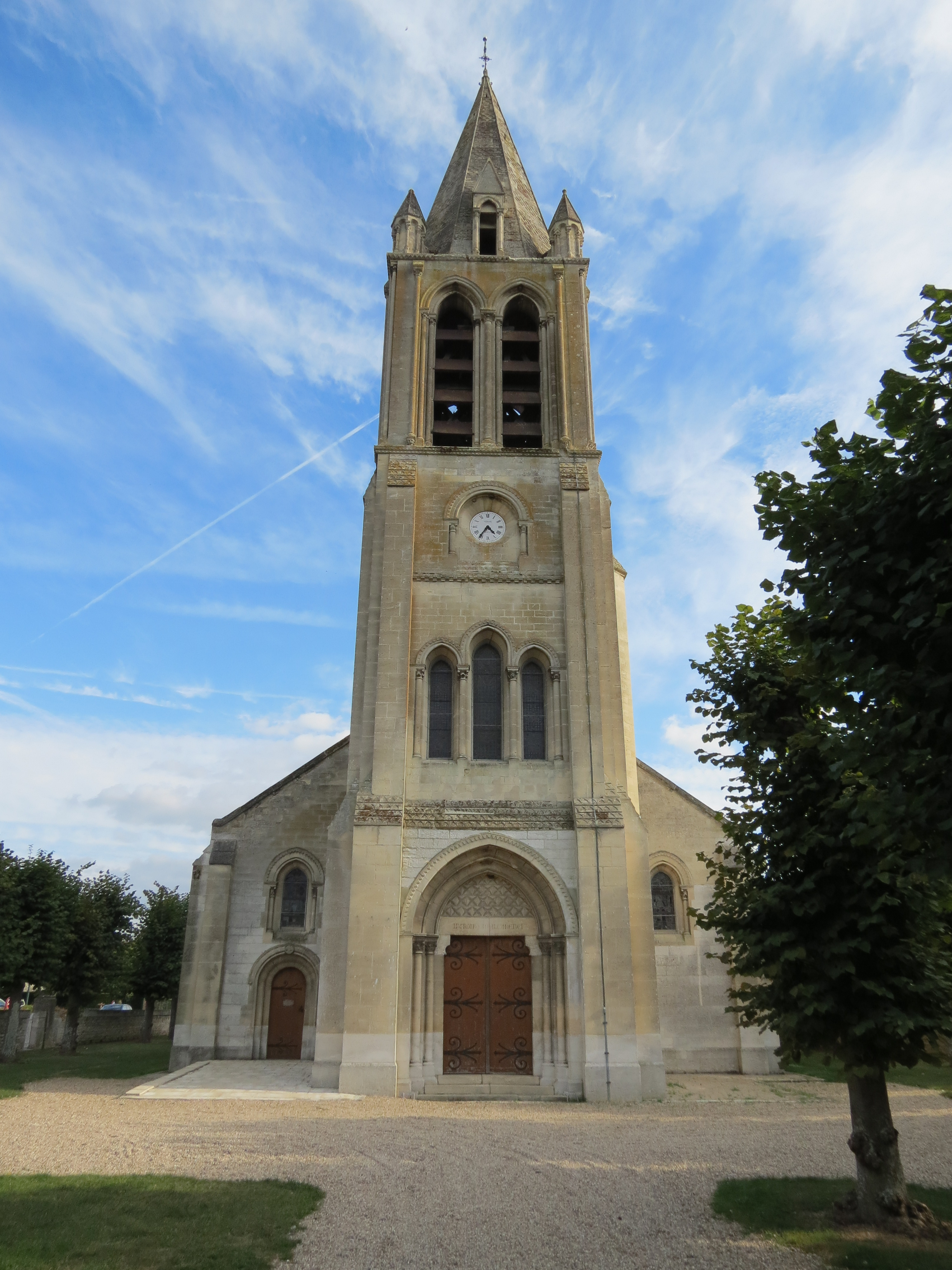
L'église Saint-Pierre.
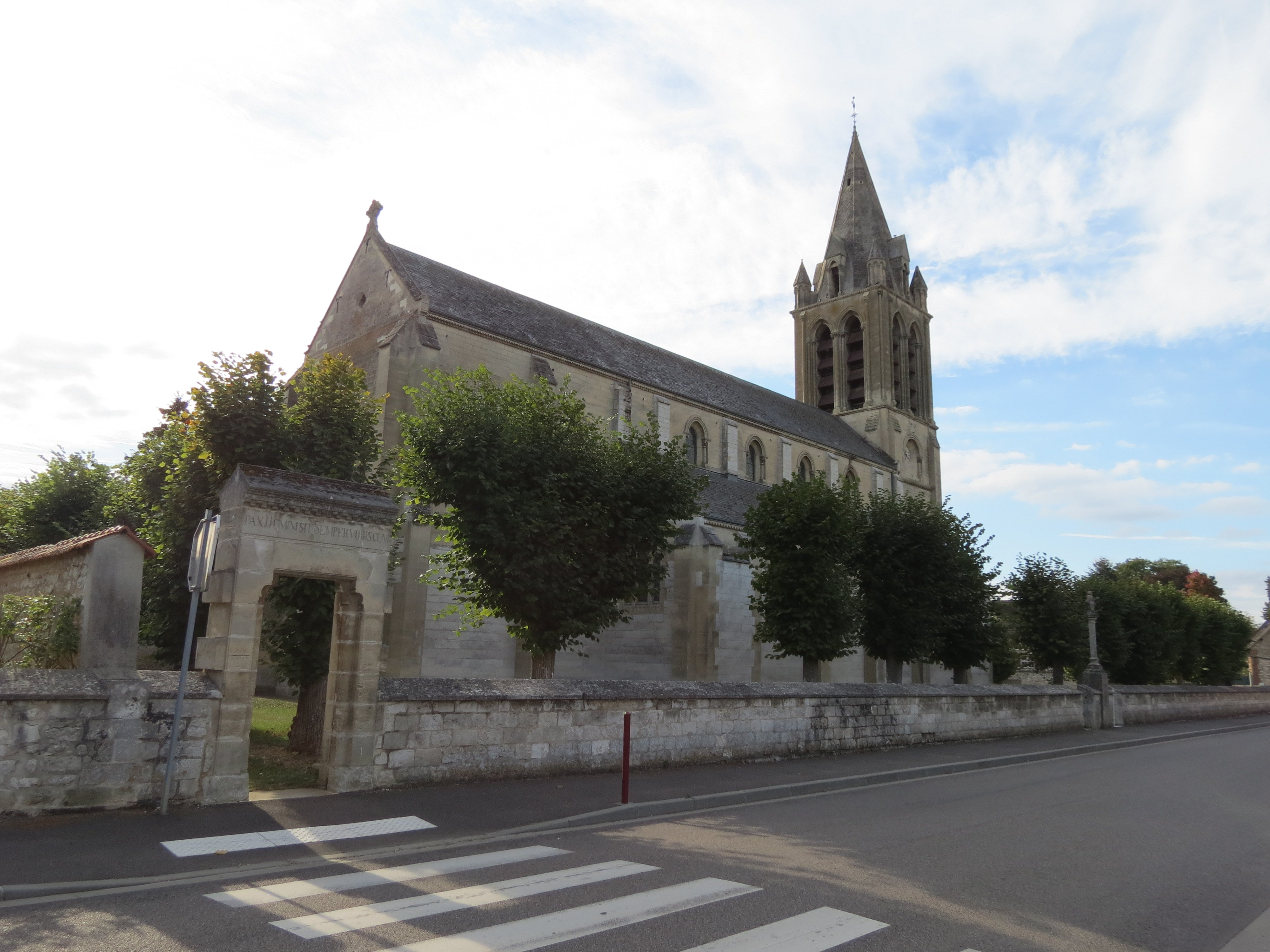

- Les restes du château de la Roque à Châteauneuf  Site inscrit (1938)[43].

### Personnalités liées à la commune
- Les familles Jubert et Croismare sont établies à Port-Mort. Elles sont citées entre les années 1540 et années 1790[44]
- André Castelot (1911-2004), écrivain, historien et journaliste, vit à Port-Mort jusqu'à sa mort.
- Jacques Castelot (1914-1989), frère du précédent, acteur.
- Famille Hatt : Jacques et Yvonne Hatt, les parents de l'archéologue Jean-Jacques Hatt, se sont attachés à la villa dite ingénieur Schmid (Henri Alfred Schmid, 1851-1920), du nom du père de Mme Yvonne Hatt (°1888), ingénieur qui a supervisé les travaux de construction du barrage sur la Seine entre 1879 et 1889 et s'est ainsi épris de Port-Mort.
- Françoise Bourdin (1952-2022), romancière, y a vécu.
- Géori Boué, artiste lyrique, mère de Françoise Bourdin, (1918-2017) y a vécu.
- Eugène Pujol (1876-1946), ingénieur A&M / directeur d'entreprise, Accomplissement à Nice, la grue Applevage n°14, construit par la société parisienne Applevage en 1937, est installée sur le port Lympia à Nice, il a été l'un des ingénieurs et inventeur de système de levage (dont les déplacements de grue sur rail, les crochets de levage et bien d'autres systèmes pour la société Applevage) Elle est classée monument historique par arrêté du 27 mars 2000 et obtient le label ½ Patrimoine XXe siècle, le 1er mars 2001 et décédera à Port-Mort dans sa seconde résidence[45].
- Louis Joseph Marchand (1848-1928), instituteur, secrétaire de mairie, instituteur de Port-Mort durant de nombreuses années, par son éminent dévouement pour la commune, il est fait chevalier des Palmes académiques par le recteur académique de l'Eure, et quelques années par monsieur le maire de Port-Mort, il reçoit la médaille de la commune 14 juillet 1890 en reconnaissance de l'instruction des enfants de Port-Mort ; à sa mort, il fut inhumé dans le caveau familial au cimetière communal[45].

### Héraldique
| Blason de Port-Mort | Blason  | Écartelé : au 1er de gueules à deux léopards d'or l'un au-dessus de l'autre, au 2e d'or au cep de vigne au naturel fruité de gueules, au 3e d'or à la nef de sable habillée de gueules voguant sur trois burelles ondées et alésées d'azur, au 4e d'azur à trois fleurs de lis d'or. |
| Blason de Port-Mort | Détails | Les deux léopards d'or sur champ de gueules rappellent les armes de la Normandie. Le statut officiel du blason reste à déterminer. |